# Academie voor Ambulancezorg
De Academie voor Ambulancezorg is een Nederlands opleidingsinstituut in Harderwijk (Gelderland) dat opleidingen tot ambulanceverpleegkundige, ambulancechauffeur, uitgiftecentralist en verpleegkundig centralist bij de meldkamer ambulancezorg aanbiedt. Om aan een van de opleidingen te kunnen beginnen, moeten kandidaten eerst solliciteren bij een Regionale Ambulancevoorziening (RAV). Wanneer de kandidaat door een RAV aangenomen is, zal deze de kandidaat inschrijven voor een opleiding bij de Academie. Voor de opleiding tot ambulanceverpleegkundige of verpleegkundig centralist is het vereist om als verpleegkundige ingeschreven te zijn in het BIG-register.

## Oprichting
De Academie voor Ambulancezorg werd opgericht in 2010 en is de opvolger van de Stichting Opleidingen Scholingen Ambulancehulpverlening (SOSA). Aan het hoofd van de Academie staat een vijfkoppig bestuur, waarvan twee leden door Ambulancezorg Nederland (AZN), de brancheorganisatie van de ambulancezorg in Nederland, worden voorgedragen. Sinds de oprichting heeft het bestuur het dagelijks beheer van de Academie opgedragen aan het Medisch Training en Simulatie (METS) Centrum in Bilthoven. Het METS Centrum is in 2008 opgericht door de Regionale Ambulancevoorziening Utrecht.
De Academie is geregistreerd in het Centraal Register Kort Beroepsonderwijs (CRKBO) en sinds 2014 zijn haar opleidingen tot ambulanceverpleegkundige en verpleegkundig centralist geaccrediteerd door het College Zorg Opleidingen (CZO).
In 2017 heeft de Academie een recordaantal van 352 studenten opgeleid, wat een stijging van 23% inhield ten opzichte van de 287 studenten in 2016. Het algemeen slaagpercentage in 2017 bedroeg 83%, wat in lijn lag met de vorige jaren. In 2017 volgden daarnaast 1.682 cursisten een bij- of nascholing bij de Academie, en nam de Academie bij 318 ambulancezorgprofessionals het landelijke assessment ambulancezorg af.

## Opleidingen
De Academie voor Ambulancezorg is niet (meer) de enige instelling die opleidingen voor medewerkers in de ambulancezorg aanbiedt. Iedere instelling die daarvoor geaccrediteerd is door het CZO kan opleidingen tot ambulanceverpleegkundige, ambulancechauffeur, uitgifte of verpleegkundig centralist aanbieden. Bij het succesvol voltooien van de opleiding ontvangen de studenten dan een CZO-diploma. Het CZO-diploma ambulanceverpleegkundige is sinds eind 2017 ingeschaald als niveau 6 volgens het Nederlands Kwalificatieraamwerk (NQLF), wat overeenkomt met het niveau van een hbo-bacheloropleiding (het behaalde CZO-diploma is echter geen hbo-bachelordiploma). De niveaus van het Nederlands Kwalificatieraamwerk komen overeen met die van het Europees Kwalificatieraamwerk (EQF).

### Ambulanceverpleegkundige
Er bestaan anno juni 2018 twee opleidingstrajecten bij de Academie om ambulanceverpleegkundige te worden. Studenten die ingeschreven zijn in het BIG-register en een CZO-diploma SEH-verpleegkundige, IC-verpleegkundige of anesthesiemedewerker hebben, kunnen via het 'korte traject' ambulanceverpleegkundige worden. Ook studenten die een Belgische bachelor-na-bachelor in de intensieve zorg en spoedgevallenzorg behaald hebben, kunnen na minstens een jaar werkervaring op een erkende Nederlandse SEH- of IC-afdeling via het 'korte traject' ambulanceverpleegkundige worden. De opleiding via het 'korte traject' duurt ongeveer zeven maanden en omvat 23 lesdagen in de Academie. De rest van de opleiding bestaat uit stage bij de RAV waarbij de student tewerkgesteld is, waarbij deze onder begeleiding werkt.
Een tweede mogelijkheid is het 'middellange CC-traject' voor zij die in het BIG-register zijn ingeschreven en een CZO-diploma cardiaccareverpleegkundige hebben. Omdat het CZO pas sinds 2011 diploma's voor cardiaccareverpleegkundigen afgeeft, bestaan er specifieke voorwaarden voor zij met een voor 2013 behaald niet-CZO-diploma. Cardiaccareverpleegkundigen moeten een langere opleiding volgen dan de studenten van het 'korte traject'. Bij de Academie is dit geregeld door een instroomprogramma aan te bieden aan cardiaccareverpleegkundigen, dat bestaat uit negen lesdagen in de Academie en aanvullende stages. Na afronding van het instroomprogramma begint de student samen met de studenten van het 'korte traject' aan de opleiding tot ambulanceverpleegkundige. De volledige opleiding tot ambulanceverpleegkundige via het 'middellange CC-traject' duurt zo ongeveer twaalf maanden in plaats van zeven.
Vanwege een stijgend tekort aan gekwalificeerd ambulancepersoneel op de arbeidsmarkt werkt het CZO tevens al enkele jaren aan nieuwe trajecten om ambulanceverpleegkundige te worden, om zo het beroep toegankelijker te maken. Het 'middellange CC-traject' voor cardiaccareverpleegkundigen was in 2017 hiervan het eerste. Anno 2018 werkt het CZO aan opleidingseisen voor een 'middellang traject' tot ambulanceverpleegkundige voor recoveryverpleegkundigen ('RC-traject') en mediumcareverpleegkundigen ('MC-traject'). Ook wordt bekeken van een 'lang traject' te ontwikkelen voor verpleegkundigen die zonder een eerder behaald CZO-diploma direct ambulanceverpleegkundige willen worden.

### Ambulancechauffeur
Om aan de opleiding tot ambulancechauffeur te kunnen beginnen, moet men beschikken over minimaal een diploma mbo-3 en een geldig rijbewijs voor het voertuig dat zal bestuurd worden (categorie B of C). Personen zonder een diploma van minstens het niveau mbo-3 kunnen toegelaten worden na een toelatingsproef. De opleiding tot ambulancechauffeur duurt ongeveer zeven maanden en omvat 31 lesdagen in de Academie en stage bij de RAV waar de student-ambulancechauffeur is tewerkgesteld. Het theoriedeel bestaat uit een medisch-assisterend deel, waarin de ambulancechauffeur de ambulanceverpleegkundige leert assisteren tijdens interventies, en een vervoerstechnisch deel, waarin rijvaardigheid en het rijden als voorrangsvoertuig aan bod komen. Het vervoerstechnisch deel vindt plaats op de openbare weg en op het terrein van de RDW te Lelystad.

### Verpleegkundig centralist
Om aan de opleiding tot verpleegkundig centralist meldkamer ambulancezorg te kunnen beginnen, moet men als verpleegkundige in het BIG-register staan ingeschreven. De opleiding duurt ongeveer zeven maanden, net als de opleiding tot ambulanceverpleegkundige en ambulancechauffeur, en omvat 20 lesdagen die doorgaan in het METS Centrum in Bilthoven. Dat beschikt onder andere over een gesimuleerde meldkamer waar oefencasuïstiek kan worden uitgespeeld. Ook loopt de student ondertussen begeleide stage in de meldkamer ambulancezorg. De opleiding is universeel zodanig dat meldkamercentralisten opgeleid worden om zowel met het AMPDS/ProQA-triagesysteem te werken als met het NTS-systeem. De Academie is de enige opleidingsinstelling die de theoretische opleiding tot verpleegkundig meldkamercentralist aanbiedt.

### Bij- en nascholingen
De Academie biedt bij- en nascholingen aan voor ambulanceverpleegkundigen, ambulancechauffeurs, meldkamercentralisten, medisch managers ambulancezorg, zorgambulancebegeleiders en praktijkbegeleiders die stagiairen begeleiden.

## Assessments
Een keer in de vijf jaar worden ambulanceverpleegkundigen en ambulancechauffeurs (in team) en verpleegkundig meldkamercentralisten (individueel) getoetst aan het landelijke assessment ambulancezorg. Voor ambulanceverpleegkundige en ambulancechauffeurs bestaat deze assessment uit een theoretisch deel en vier praktijkcasussen, voor verpleegkundig meldkamercentralisten uit een theoretisch deel en drie praktijkonderdelen. Op basis van de assessment krijgen de ambulanceprofessionals feedback waar ze kunnen verbeteren. Binnen de Academie zijn assessoren opgeleid om de assessment af te nemen. Het toetsingsproces van de assessments werd door het CITO als positief beoordeeld.